# Шан Долан
Шан Долан (фр. Champ-Dolent) насеље је и општина у северној Француској у региону Горња Нормандија, у департману Ер која припада префектури Евре.
По подацима из 2011. године у општини је живело 59 становника, а густина насељености је износила 25,88 становника/km². Општина се простире на површини од 2,28 km². Налази се на средњој надморској висини од 160 метара (максималној 159 m, а минималној 135 m).

## Демографија
| 1962. | 1968. | 1975. | 1982. | 1990. | 1999. | 2011. |
| ----- | ----- | ----- | ----- | ----- | ----- | ----- |
| 26    | 40    | 41    | 45    | 45    | 40    | 59    |

График промене броја становника у току последњих година